# 上坂浩光
上坂 浩光（こうさか ひろみつ、1960年2月23日- ）は日本の映画監督、フルドームCGクリエーター、CGアーティスト、日本のアニメーション監督、CGプロダクション有限会社ライブ経営、プログラマー、天体写真家として撮影した天体写真が天文ガイド、星ナビで数回受賞している。小惑星探査機はやぶさ、はやぶさ2（宇宙航空研究開発機構）に関わる映像作品を製作。

## 来歴・人物
学生の頃から天体に興味を持ち、中学生時代は自宅裏で星空を観察してノートに記録し続けた。大学ではデザインを専攻し、卒業後は映像制作会社に入社。一時天体への興味は薄れるが、1990年代にカメラ技術の発達によって天体を高画質で撮影できるようになると、再び天体観測を始めるようになった。1997年には独立して有限会社ライブを創業。同年、栃木県に天文台付きの別荘を建て、直径36.5センチの望遠鏡を設置し、天体撮影を行うようになった。2009年に上坂が監督として製作したプラネタリウム向け作品『HAYABUSA BACK TO THE EARTH』が、2010年に発生した「はやぶさブーム」の火付け役となり脚光を浴びた。

## 監督作品

### プラネタリウム作品
- 『HAYABUSA BACK TO THE EARTH[4]』（2009年） - フルCG映像の全天周プラネタリウム作品。上映時間43分[5]。日本各地のプラネタリウムで上映されたほか、プラネタリウム・プラハ（英語版）（ チェコ・プラハ）でも放映された[6]。
- 『はじめてのそら～望遠鏡が広げる君の世界』（2010年）-  つくばエキスポセンターで上映された。上映時間約40分[7]。
- Eterenal Return -いのちを継ぐもの- CG映像（一部人物実写）の全天周プラネタリウム作品 「トレイラー」
- MUSICA 〜宇宙はなぜ美しい？ CG映像（一部人物実写）の全天周プラネタリウム作品 「トレイラー」
- すばる望遠鏡　Hyper  Suprime-Cam 〜世界最大の補正光学系開発〜 13分 （2013年8月）
- 銀河鉄道999 〜赤い星ベテルギウス　いのちの輝き〜 全天周大型CG映像（一部、キャラクターアニメあり）のプラネタリウム作品　2014年　東映アニメーション　コニカミノルタプラネタリウム　有限会社ライブ　 「予告編」
- 『HAYABUSA2 RETURN TO THE UNIVERSE』 （2014年）- CG映像を用いた全天周プラネタリウム作品。36分／ショート29分[8][9][10]。
- 『剣の山』（2017年） - 上映時間43分[11]。
- 『HORIZON ～宇宙の果てにあるもの』（2017年）-　製作期間2年。ハッブル、ルメートル、ペンジアス、ウィルソンといった科学者たちを取り上げ、宇宙の謎に迫った人々の歴史と理論を紹介する内容[12]。

### 映画
- 『はやぶさ　HAYABUSA BACK TO THE EARTH　帰還バージョン』（2010年）- プラネタリウム用映像作品を劇場公開用に作り直したもの。上映時間43分[13]。配給会社は角川映画[14]。
- 『劇場版HAYABUSA2～REBORN』（2020年） - 『HAYABUSA -BACK TO THE EARTH-』と『HAYABUSA２〜REBORN』の再編集版[15][16]。

## 出演作品
- オーロラストーリー - 山梨県立科学館2010年秋のプラネタリウム作品　（星野道夫役ナレーション）
- 『はじめてのそら～望遠鏡が広げる君の世界』（2010年）- 本人役

## 受賞歴

### 天体写真
- 天文ガイド2009年4月号にM78入選。
- 天文ガイド2008年5月号にM81最優秀賞受賞。
- 星ナビ2009年3月号にIC1805入選。
- 星ナビ2009年7月号にM101入選。
- 星ナビ2009年11月号にM8入選。

### 映像作品
- イミロアフィルムフェスティバル Audience Choice Award受賞（2010年10月、HAYABUSA BACK TO THE EARTH）
- 公益財団法人日本科学技術振興財団 第52回科学技術映像祭 文部科学大臣賞受賞（2011年3月22日、HAYABUSA BACK TO THE EARTH帰還バージョン）[17]
- 平成23年度 厚生労働省社会保障審議会推薦児童福祉文化財に指定（2011年7月5日、HAYABUSA BACK TO THE EARTH帰還バージョン）[18]
- 映文連（公益社団法人映像文化製作者連盟） 2011アワード・グランプリ受賞（2011年12月2日、HAYABUSA BACK TO THE EARTH帰還バージョン）[19]
- 映文連 2013アワード・文部科学大臣賞受賞（2013年9月11日、Eternal Return -いのちを継ぐもの-）[20]
- 「第4回国際科学映像祭〜ドームフェスタin Hitachi〜」人気投票1位（2013年9月26日、MUSICA 〜宇宙はなぜ美しい？）[21]
- マカオ国際フルドームフェスティバル 2014 Best Producer Choice（2014年6月19日、MUSICA 〜宇宙はなぜ美しい？）[22]
- 日本視聴覚教育協会 優秀映像教材選奨 優秀作品賞（理科）（2014年8月7日、Eternal Return -いのちを継ぐもの-）[23]
- 映文連 2014アワード 最優秀作品賞（グランプリ）（2014年9月12日、すばる望遠鏡 Hyper Suprime-Cam 世界最大の補正光学系開発）[24]
- 映文連 2014アワード ソーシャル・コミュニケーション部門 部門優秀賞 （2014年9月12日、MUSICA 〜宇宙はなぜ美しい？）[24]
- 映文連 2014アワード 優秀クリエイター賞（2014年9月12日）[24]

## インタビュー・雑誌関係
- 星ナビ2010年8月号『おかえりなさい「はやぶさ」』特集にて寄稿
- 星ナビ星空年鑑2011　付録DVD　 「はやぶさ最後の光」 監督、脚本、ナレーション
- 星ナビ2011年7月号　　 「はやぶさ　帰還１年」] 　特集にて『「はやぶさ」が残してくれたもの』を寄稿
- 星ナビ2011年7月号『はやぶさ　帰還１年』特集にて『大気圏突入時の「はやぶさ」と帰還カプセルのCGイラスト』が表紙に採用
- クウネル - ku:nel　58号インタビュー記事
- JAXA ISASニュース2014年1月号(No.394) - 宇宙航空研究開発機構　「涙の意味」寄稿
- 三菱自動車「見上げるプロジェクト」　インタビュー「とても静かな場所」（数々の賞に輝いたフルCG映画「はやぶさ」の監督上坂浩光さんが、制作秘話を語る！）

## 天体写真関連
- M8（干潟星雲）が、星ナビカレンダー（2010年版）に採用。
- 馬頭星雲が、星ナビ2010年1月号表紙に採用。
- 「上坂浩光天体写真展」（つくばエキスポセンター、2010年9月11日〜） - 那須・星居天文台で撮影した天体写真20点の展示会
- 「上坂浩光ミニ天体写真展」（豊田科学体験館）
- 「上坂浩光天体写真展」（富士川楽座　2011年7月〜）
- 「夏休み特別企画「ＨＡＹＡＢＵＳＡその感動の世界へ〜メイキング of HAYABUSA」」（タイムドーム明石　2011年7月23日〜）
- 「上坂浩光天体写真展」（広島市こども文化科学館 2013年07月20日（土） - 2013年09月01日（日））
- 天体写真家・上坂さん、HSC によるアンドロメダ銀河画像の美を追求

## その他
- 2010年7月17日、JAXA川口研究室の川口淳一郎氏より＜はやぶさ＞に貢献してくれたという事由で感謝状を頂いている[要出典]。